# Raggeana bodenheimeri
Raggeana bodenheimeri är en insektsart som först beskrevs av Boris Petrovich Uvarov 1927.  Raggeana bodenheimeri ingår i släktet Raggeana och familjen vårtbitare. Inga underarter finns listade i Catalogue of Life.